# Nikolaus Krakamp

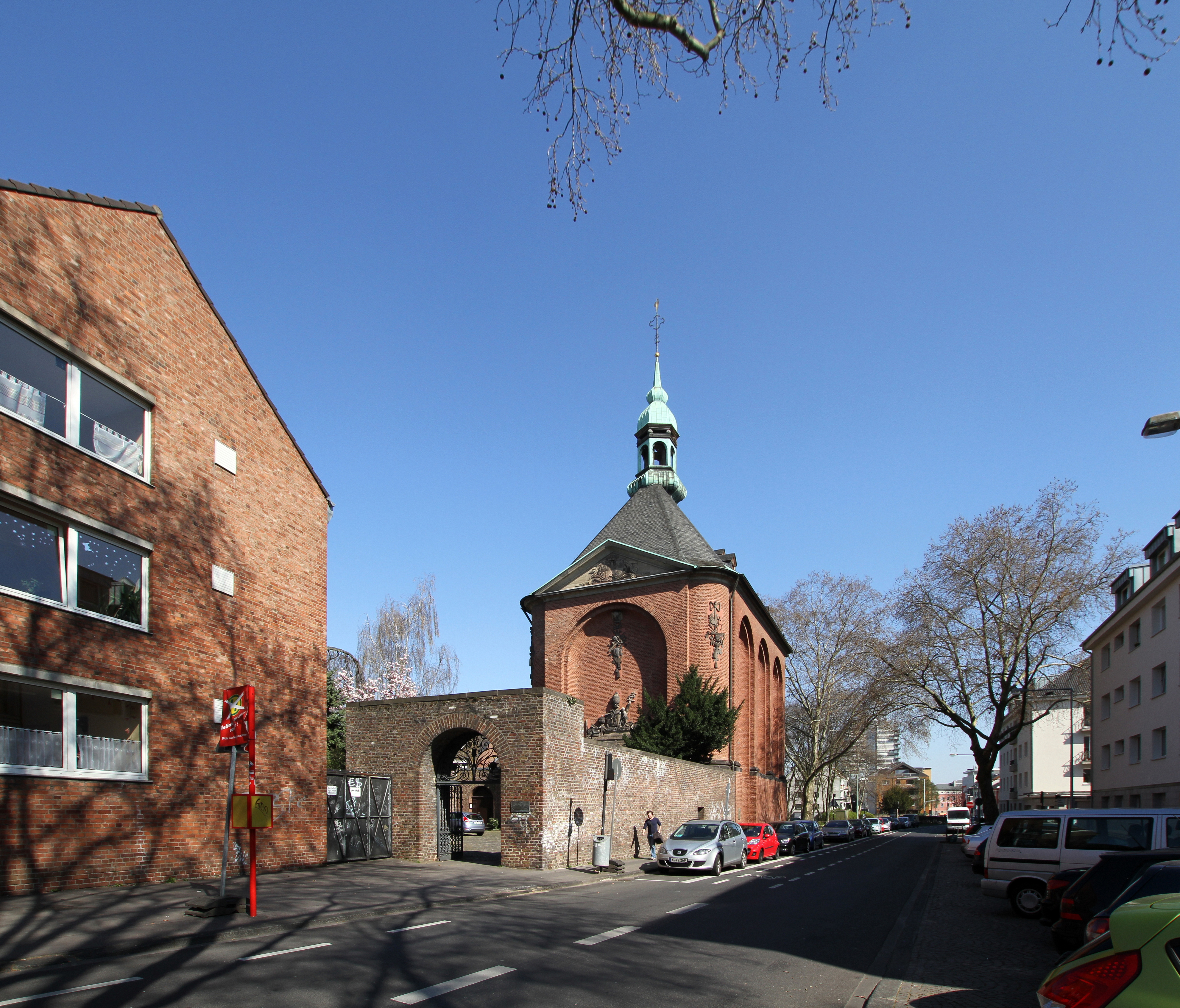
Die ehemals unter Nikolaus Krakamp erbaute Familienkirche Sankt Gregorius im Elend

 Nikolaus Krakamp (getauft 23. Februar 1699 in Köln; † 28. April 1778 ebenda) war ein deutscher Bau- und Steinmetzmeister.

## Leben

### Herkunft der Familie
Die Familien Krakamp, deren Söhne über Generationen den Beruf Steinmetz erwählten, war ursprünglich im Raum Neuss beheimatet. Ihre Ausbildung erhielt der männliche Familiennachwuchs anfänglich in den damaligen Niederlanden. Die später in Köln ansässig gewordene Familie setzte dort ihre handwerkliche Tradition fort. Einige dieser Nachkommen wurden im 17. und 18. Jahrhundert in Köln zu bekannten und erfolgreichen Steinmetzen und Baumeistern. 

### Ausbildung, Heiraten und Nachkommen
Auch Nikolaus Krakamp blieb in dieser Tradition. Er erfuhr seine Ausbildung wahrscheinlich durch seinen Vater Johann Adolf (1664–1730), Sohn des Niklas vom Thurnmarkt, und wurde zum Steinmetzmeister ausgebildet.
Nikolaus Krakamp ging zwei Ehen ein. In erster Ehe war er mit Helena Coenen verheiratet, für die eine Tochter angeführt ist, die wahrscheinlich mit in die Ehe gebracht wurde. Die zweite Ehe schloss er im Oktober 1729 mit Gertrud Gewers, mit der er neun Kinder hatte. Von allen überlebten sieben ihren Vater. Nähere Angaben betreffen die Tochter Maria Elisabeth aus erster Ehe, die als „professa“ des Weißfrauenklosters bezeichnet wurde, aus zweiter Ehe die (geborenen, also ehelichen) Söhne Christian, der als Vikar an St. Ursula tätig war, Leonhard, Meister in der Zunft der Rotgerber, Heinrich († 1815) als Nachfolger seines Vaters im Amt als Dombau- und Rentmeister (receptor) der Stadt, und Peter, der wahrscheinlich der Baumeister „Krahelkamp“ war, der vor 1737 einen Entwurf für das Bonner Rathaus fertigte, der jedoch nicht zur Ausführung kam.

### Wirken als Kölner Baumeister
Als Baumeister wurde er erstmals 1722/23 im Zusammenhang mit dem Erneuerungsbau der Stephanskirche genannt, einem Gotteshaus, an der Kreuzung der Hohe Straße/Stephanstraße und Sternengasse, für deren Restaurierung die Fertigung der Bauzeichnungen ihm zugeordnet wurden. Die Baukosten und Krakamps Honorar stiftete der Domvikar (nach Vogts Domherr) Johann Bertram von Sibertz und sein Bruder Edmond, kaiserlicher Sekretär am Hof zu Wien. Zu den frühen Arbeiten Krakamps gehören wahrscheinlich auch Häuser am Kölner Neumarkt, die er 1728 für den bergischen Hofkammerpräsidenten Graf Franz Carl von Nesselrode (unter anderem den Nesselroder Hof, Neumarkt 2; Entwurf und Grundriss blieben erhalten) erbaute.
Bereits im Jahr 1733 beschäftigte Krakamp vier Gesellen, hatte aber auswärtige Kräfte bevorzugt, möglicherweise Niederländer. 1737 leitete Krakamp Arbeiten am Hachtbau (1893 abgebrochen), dem Gefängnis am Hachttor und der Straße Unter Taschenmacher, für die er 150 Reichstaler erhielt. 1743 wurde er für den Oberjägermeister von Weichs tätig (dem späteren Herren auf Schloss Rösberg), dessen Stadtpalais er an der in der Vorstadt Oversburg gelegenen Weberstraße erbaute. Krakamp zeichnete verantwortlich für die Arbeiten am „Marvorenhaus“ auf dem Eigelstein (1744) und leitete die Arbeiten bei der Erweiterung der Filzengrabenpforte im gleichen Jahr. 1748 war er der Baumeister, der das 1802 aufgehobene Kloster der Weißen Frauen an den Kölner Bächen wiederherstellte und baute in der Sternengasse das zweigeschossige Haus „Zum roten Löwen“.
Zu Krakamps größeren Arbeiten gehörte die 1765 übernommene Bauleitung der von Grooteschen Familienkirche St. Gregorius im Elend, einer nach dem Zweiten Weltkrieg wieder im barocken Stil aufgebauten Kirche im Kölner Severinsviertel.
Um 1776 übernahm Krakamp Neubauten an Kölner Schulen, den Gymnasien Montanum und (zusammen mit Jakob H. Bourscheid) Laurentianum.
Krakamp, der für die Jahre 1767–1770 auch als Dombau- und Rentmeister der Stadt angeführt wurde, war auch außerhalb Kölns tätig. 1764 errichtete er für die Familie des Freiherrn Geyr, für die er schon 1754 ein repräsentatives Wohnhaus an der Kölner Breite Straße erbaut hatte, in der im Kreis Düren gelegenen Ortschaft Müddersheim eine neue Pfarrkirche.

### Lebensabend als wohlhabender Bürger
Krakamp war während seines Berufslebens ein überaus begehrter Baumeister, dessen Auftraggeber wohlhabende Bürger, Stifte und Klöster, Angehörige des Adels und die Rentkammer im Auftrag des Rates der Stadt waren. Neben seinen bekannten Arbeiten, verweisen eine große Anzahl von weiteren Bauwerken dieser Zeit urkundlich nur auf einen Baumeister Krakamp, ohne jedoch einen Vornamen anzuführen, die somit nicht eindeutig zuzuordnen sind.
Krakamps Können und Fleiß schlug sich im erreichten Wohlstand nieder. Bereits 1742 erwarb er zwei Häuser (Nr. 5 und 7) in der Fleischmengergasse. 1754 konnte Krakamp weiteren Besitz, das Haus „Rosenbaum“ an der Ecke Sternengasse und Hohe Straße erwerben. Von Franz Kaspar von Franken-Siersdorf hatte er bereits 1727 sein erstes Haus an der Fleischmengergasse 1 an der Ecke Lungengasse erworben, in dem er 1778 im Alter von 80 Jahren starb. Als Kirchenmeister seiner Pfarrkirche ehrte man ihn, indem er innerhalb der Kirche, unter der Halle von St. Aposteln beigesetzt wurde.